# Fußballderbys in Brasilien
Dieser Artikel befasst sich mit den wichtigsten Stadtderbys in Brasilien. Voraussetzung für die Aufnahme war, dass zumindest zwei der erwähnten Vereine in den letzten Jahren in der höchsten Spielklasse Brasiliens vertreten waren. Um eine Ausuferung zu vermeiden, wurden pro Stadt nur die wichtigsten Vereine aufgenommen.
Die Sortierung der Kapitel erfolgt anhand der alphabetischen Reihenfolge der aufgenommenen Bundesstaaten. Die Derbystatistiken basieren, sofern nichts anderes angegeben ist, auf dem Stichtag 31. Juli 2009. Die entsprechenden Quellenangaben sind, sofern nicht anders angegeben, in der portugiesischsprachigen Wikipedia hinterlegt und über die dort vorhandene Liste der Fußballklassiker Brasiliens (Button links) leicht auffindbar. Grundsätzlich wurden Statistiken nicht übernommen, die schon rein rechnerisch nicht stimmten (d. h. wenn die Zahl der Siege beider Mannschaften und der Remis nicht der Summe der Gesamtspiele entsprach). Es ist jedoch generell zu beachten, dass Statistiken dieser Art stets mit Vorsicht zu genießen sind, denn nicht selten weichen diese je nach Quelle voneinander ab. Dennoch vermitteln sie einen Gesamteindruck über den sportlichen Vergleich zweier um die Gunst des Publikums in derselben Region buhlenden Mannschaften.
Unabhängig von einer eventuell anderslautenden Bezeichnung eines Derbys wird nachstehend stets jene Mannschaft zuerst genannt, die mehr Siege erringen konnte. Beispiel: Im Fall des Klassikers Gre-nal (Grêmio FBPA vs SC Internacional) wird die Derbystatistik aus Sicht des SC Internacional aufgezeigt, weil er die erfolgreichere Derbybilanz vorzuweisen hat.

## Bahia
Das mit Abstand traditionsreichste Derby von Bahia ist der Klassiker Ba-Vi, das Duell zwischen Bahia und Vitória aus der Hauptstadt Salvador da Bahia. Während der EC Bahia bis in die 1980er Jahre hinein die klar dominierende Mannschaft war (1988 standen den 37 Staatsmeisterschaften der Blau-Weiß-Roten lediglich 10 Triumphe des EC Vitória gegenüber), waren die 1990er Jahre ausgeglichen: in den zehn Jahren zwischen 1990 und 1999 gewann Vitória sechsmal die Staatsmeisterschaft von Bahia und der EC Bahia trug sich fünfmal in die Siegerliste ein (1999 hatten beide Mannschaften sich den Titel geteilt). Im neuen Jahrtausend hat der EC Vitória klar die Oberhand gewonnen und kam zwischen 2000 und 2009 zu acht Titeln, während der EC Bahia lediglich 2001 erfolgreich war. Insofern hat eine Wachablösung stattgefunden mit dem Resultat, dass Vitória viele jüngere Fans gewonnen hat, während die älteren Fußballfans mehrheitlich hinter dem EC Bahia stehen. In der Zeit von 2010 bis 2019 war das Verhältnis in der Staatsmeisterschaft relativ ausgeglichen, Vitória gewann vier Mal und Bahia fünf Mal.

### Bilanz desBa-Vi
Stand: 7. April 2024
- Spiele gesamt: 508
- Siege Bahia: 195
- Remis: 155
- Siege Vitória: 158
- Tore Bahia: 666
- Tore Vitória: 589

## Minas Gerais
Der Topklassiker des Bundesstaates Minas Gerais und seiner Hauptstadt Belo Horizonte ist das Dérbi Mineiro, die Begegnung zwischen Atlético Mineiro und Cruzeiro Belo Horizonte. Atlético Mineiro ist Rekordmeister von Minas Gerais mit 49 Titeln, gefolgt von Cruzeiro mit 39 Erfolgen. Aber auch die Derbys beider Mannschaften mit dem inzwischen sportlich zurückgefallenen Klub América Mineiro haben eine große und langjährige Tradition. Immerhin konnte dieser Verein, der die Staatsmeisterschaft bisher 15 Mal gewann, den Titel zwischen 1916 und 1925 zehnmal in Folge einheimsen. Eine Serie, bei der die beiden großen Rivalen nicht mithalten können.
América wurde 1912 von Studenten gegründet und grenzte sich in seiner Anfangszeit vom einfachen Volk ab, dem der Zutritt zum Klub verwehrt blieb. Als Volksverein galt seit jeher der 1908 von Jugendlichen in einem Stadtpark gegründete Clube Atlético Mineiro, der nicht von ungefähr die Farben Schwarz und Weiß gewählt hat; denn hierdurch sollte auch optisch ersichtlich sein, dass der Verein allen Menschen, ungeachtet ihrer Hautfarbe, offenstand, was damals in Brasilien keine Selbstverständlichkeit war. Der dritte Verein der Stadt, Cruzeiro, war von der italienischen Gemeinde der Stadt gegründet worden und hieß ursprünglich Palestra Italia, musste diesen Namen jedoch 1942 auf Geheiß der während des Zweiten Weltkriegs mit den USA verbündeten brasilianischen Regierung ablegen und nahm wenig später seinen heutigen Namen an, der sich vom Sternbild Cruzeiro do Sul (Kreuz des Südens) ableitet, das nur auf der südlichen Halbkugel unseres Planeten zu sehen ist.

### Bilanz desClássico Mineiro
Stand: 7. April 2024
- Spiele gesamt: 523
- Siege Atlético Mineiro: 211
- Remis: 139
- Siege Cruzeiro: 173
- Tore Atlético Mineiro: 739
- Tore Cruzeiro: 657

### Bilanz des DerbysCoelho versus Galo
Stand: 17. März 2024
- Spiele gesamt: 427
- Siege Atlético-MG: 212
- Remis: 109
- Siege América-MG: 106
- Tore Atlético-MG: 743
- Tore América-MG: 521

### Bilanz des DerbysCoelho versus Raposa
Stand: 15. Februar 2024
- Spiele gesamt: 382
- Siege Cruzeiro: 159
- Remis: 113
- Siege América-MG: 110
- Tore Cruzeiro: 668
- Tore América-MG: 543

## Paraná
Das traditionsreichste Derby des Bundesstaates Paraná und seiner Hauptstadt Curitiba ist die Begegnung zwischen dem Coritiba FC und Athletico Paranaense, die schlicht als Atletiba bezeichnet wird. Ein gemeinsamer Rivale dieser beiden Vereine ist der erst im Dezember 1989 als Resultat einer Fusion entstandene Paraná Clube, der jedoch in den 1990er Jahren sechsmal die Staatsmeisterschaft von Paraná gewann und seine populäreren und traditionsreicheren Stadtrivalen damit klar in die Schranken verwies; denn diese waren im selben Zeitraum insgesamt nur dreimal erfolgreich: Athletico Paranaense zweimal (1990 und 1998) und Coritiba lediglich einmal (1999). Im neuen Jahrtausend ist Athletico Paranaense mit fünf Titeln die erfolgreichste Mannschaft im Bundesstaat Paraná, dessen unangefochtener Rekordmeister allerdings noch immer der Coritiba FC mit 39 Titeln (gegenüber 28 von Atlético und 7 von Paraná) ist.

### Bilanz desAtletiba
Stand: 18. Februar 2024
- Spiele gesamt: 357
- Siege Coritiba: 137
- Remis: 105
- Siege Athletico-PR: 115
- Tore Coritiba: 510
- Tore Athletico-PR: 461

### Bilanz desParatiba
Stand: 20. Februar 2022
- Spiele gesamt: 108
- Siege Coritiba: 44
- Remis: 29
- Siege Paraná: 35
- Tore Coritiba: 135
- Tore Paraná: 129

### Bilanz desParatico
Stand: 23. Januar 2022
- Spiele gesamt: 101[1]
- Siege Athletico: 41
- Remis: 31
- Siege Paraná: 29
- Tore Athletico: 134
- Tore Paraná: 103

## Pernambuco
In Recife, der Hauptstadt des Bundesstaates Pernambuco, gibt es drei bedeutende und populäre Vereine, deren Derbys allerlei Zündstoff bieten. Die Staatsmeisterschaft von Pernambuco am häufigsten gewonnen hat Sport Recife, der insgesamt 44 Mal erfolgreich war und bisher als einziger von ihnen Gesamtmeister von Brasilien (1987) werden konnte. Sport Recife, das 1905 von jungen brasilianischen Studenten gegründet wurde, die sich während ihres Auslandsstudiums in England mit dem Fußballvirus infiziert hatten, verfügt über aristokratische Wurzeln und galt lange als Repräsentant der Oberschicht.
Zweiterfolgreichster Verein mit 29 Titeln ist der Santa Cruz FC, der erst 1914 gegründet wurde und sich schnell zum sozialen Pendant des Sport Club entwickelte. Denn der Verein war von Straßenfußballern gegründet worden und hatte sich schnell zum Repräsentanten der ärmeren Bevölkerungsschichten entwickelt.
Der älteste der drei großen Vereine von Recife ist der bereits 1901 von Angestellten der Firma Pernambucana ins Leben gerufene Náutico Capibaribe, der eher von der Mittelschicht getragen wurde und die sozialen Gegensätze weniger polarisierte. Náutico konnte die Staatsmeisterschaft bisher 2 Mal gewinnen.

### Bilanz desClássico das Multidões
Stand: 16. März 2024
- Spiele gesamt: 569
- Siege Sport Recife: 238
- Remis: 164
- Siege Santa Cruz: 169
- Tore Sport Recife: 732
- Tore Santa Cruz: 674

### Bilanz desClássico dos Clássicos
Stand: 6. April 2024
- Spiele gesamt: 568[2]
- Siege Sport Recife: 218
- Remis: 163
- Siege Náutico: 187
- Tore Sport Recife: 715
- Tore Náutico: 651

### Bilanz desClássico das Emoções
Stand: 27. Januar 2024
- Spiele gesamt: 533
- Siege Santa Cruz: 203
- Remis: 158
- Siege Náutico: 172
- Tore Santa Cruz: 827
- Tore Náutico: 738

## Rio de Janeiro
Als Klassiker der zahlreichen Fußballderbys von Rio gilt das Fla-Flu, die Auseinandersetzung zwischen Flamengo und Fluminense. Es ist zugleich das Duell der beiden erfolgreichsten Mannschaften, die die Staatsmeisterschaft von Rio de Janeiro bisher am häufigsten gewonnen haben. Rekordmeister Flamengo war 38 Mal erfolgreich, Fluminense folgt dicht dahinter mit 33 Titeln auf Platz zwei.
Als das brisanteste Stadtduell gilt aber schon lange der Clássico dos Milhões, das Duell zwischen Flamengo und Vasco da Gama. Schließlich haben diese beiden Vereine die zahlenmäßig größte Gefolgschaft in Rio, so dass im Umfeld des Derbys die Emotionen immer wieder hoch kochen und es nicht selten zu Ausschreitungen der gegnerischen Fanlager kommt. In der Staatsmeisterschaft von Rio ist Vasco mit 24 Titeln das dritterfolgreichste Team. Auf Platz vier folgt Botafogo mit 21 Erfolgen.
Fluminense ist einer der vier großen Vereinen aus Rio und liegt in der landesweiten Popularitätsskala an dritter Stelle. Die Derbys zwischen Fluminense und Vasco werden Clássico dos Gigantes genannt.
Flamengo entwickelte sich als sein soziales Pendant, obwohl der Verein anfangs ähnlich elitär veranlagt war. Die Gründung der Fußballabteilung beim Ruderklub Flamengo im Jahre 1911 wurde sogar von abtrünnigen Fluminense-Spielern vorgenommen und in der Anfangszeit bestand seine Mannschaft ausschließlich aus weißen Spielern, von denen die Mehrheit Studenten – vorwiegend der Medizin – waren. Die Wandlung hin zu dem Volksverein, als der Flamengo heute bekannt ist, vollzog sich in den 1930er Jahren. Damals hatte Flamengo zwei dunkelhäutige Talente verpflichtet, die dem Verein schnell zu einer hohen Popularität in den ärmeren und von dunkelhäutiger Bevölkerung geprägten Wohnvierteln verhalfen. Flamengo ist heute nicht nur der mit Abstand beliebteste Verein von Rio, sondern von ganz Brasilien.
Bis zur Aufnahme dunkelhäutiger Spieler bei Flamengo galt Vasco als deren Repräsentant. Denn kaum war die Fußballabteilung des Vereins gegründet worden (1916), setzte er sich schon (1917) über alle Rassenschranken hinweg und hieß auch dunkelhäutige Spieler willkommen. In der damaligen Zeit ein Skandal, der Vasco offene Feindseligkeiten einbrachte. Diese Tatsache erklärt vielleicht, warum Vasco, immerhin der Verein der (ungeliebten) portugiesischen Kolonie von Rio, stets eine so hohe Popularität bei der einfachen Stadtbevölkerung genoss.
Der in der Popularitätsskala von Rio an vierten Stelle stehende Botafogo FR galt traditionell als Repräsentant der Intellektuellen und der bürgerlichen Mittelschicht.

### Bilanz desFla-Flu

Ticket Vasco gegen Flamengo (1:0)
vom 23. Mai 1993

Stand: 16. März 2024
- Spiele gesamt: 450
- Siege Flamengo: 164
- Remis: 145
- Siege Fluminense: 141
- Tore Flamengo: 647
- Tore Fluminense: 587

### Bilanz desClássico dos Milhões
Stand: 4. Februar 2024
- Spiele gesamt: 421
- Siege Flamengo: 163
- Remis: 119
- Siege Vasco: 139
- Tore Flamengo: 552
- Tore Vasco: 525

### Bilanz desClássico da Rivalidade
- Spiele gesamt: 329
- Siege Flamengo: 119
- Remis: 107
- Siege Botafogo: 103
- Tore Flamengo: 516
- Tore Botafogo: 479

### Bilanz desClássico da Amizade
- Spiele gesamt: 296
- Siege Vasco: 129
- Remis: 90
- Siege Botafogo: 77
- Tore Vasco: 454
- Tore Botafogo: 382

### BilanzClássico dos Gigantes
- Spiele gesamt: 334
- Siege Vasco: 129
- Remis: 95
- Siege Fluminense: 110
- Tore Vasco: 503
- Tore Fluminense: 466

### Bilanz desClássico Vovô
- Spiele gesamt: 322[3]
- Siege Fluminense: 119
- Remis: 97
- Siege Botafogo: 106
- Tore Fluminense: 514
- Tore Botafogo: 468

## Rio Grande do Sul
Die ursprüngliche Rivalität der beiden Großvereine aus dem südlichsten Bundesstaat Brasiliens war stark durch soziale Gegensätze geprägt. Der 1903 gegründete Grêmio Foot-Ball Porto Alegrense pflegte lange seinen Ruf als elitärer Klub (Grêmio bedeutet übrigens nichts anderes als Klub) und akzeptierte erstmals 1952 schwarze Spieler in seiner Mannschaft. Der Sport Club Internacional wurde von drei Brüdern ursprünglich portugiesischer Familienherkunft gegründet, die 1908 von São Paulo nach Porto Alegre gekommen waren und Mitglied bei Grêmio werden wollten, dem damals einzigen Verein der Stadt. Weil ihnen die Türen des elitären Klubs jedoch verschlossen blieben, riefen sie im April 1909 ihren eigenen Verein ins Leben. Anfangs nur für Brasilianer portugiesischen Ursprungs offen stehend, nahm der Verein bereits seit 1925 auch schwarze Mitglieder auf. Dies bescherte ihm schon bald seinen Spitznamen Clube do Povo (Verein der Armen).

### Bilanz desGre-nal

Ticket eines Gre-nal

Stand: 25. Februar 2024
- Spiele gesamt: 441
- Siege Inter: 162
- Remis: 138
- Siege Grêmio: 141
- Tore Inter: 601
- Tore Grêmio: 574

## São Paulo
Im Bundesstaat São Paulo gibt es traditionsreiche Derbys in den Städten São Paulo und Campinas sowie Regionalderbys zwischen den drei Großvereinen aus São Paulo (Corinthians, SPFC, Palmeiras) und dem benachbarten FC Santos.
Der FC Santos verdankt seinen internationalen Bekanntheitsgrad vor allem einem Mann: Pelé. Obwohl der Verein vielen Fußballfans in aller Welt bekannter sein dürfte als die drei Großvereine aus São Paulo, verfügen diese doch allesamt über eine größere Anhängerschaft und haben jeweils auch im direkten Vergleich mit dem FC Santos die Nase vorn. Eine weitere Erörterung sowie die Darstellung der direkten Vergleiche sollen hier allerdings unterbleiben, da diese Begegnungen aufgrund der Entfernung von knapp 80 Kilometern, die zwischen São Paulo und Santos liegen, nicht mehr wirklich als Regionalderby gelten kann (wenngleich dies in Brasilien anders gesehen wird).
In der Popularitätsskala der Fußballfans von São Paulo steht der SC Corinthians an erster Stelle und in ganz Brasilien liegt er hinter Flamengo auf dem zweiten Platz. Denn der aus dem Arbeiterviertel Bom Retiro hervorgegangene Verein gehörte zu den Pionieren in Brasilien (neben CR Vasco da Gama, Atlético Mineiro und dem SC Internacional), die sich über alle Rassenschranken hinweg setzten und auch der dunkelhäutigen Bevölkerung offen standen. Bis heute pflegen die Corinthians ihren Ruf, für alle Schichten der Bevölkerung offen zu sein.
Gastspiele der italienischen Vereine Torino Calcio und US Pro Vercelli im Brasilien des Jahres 1914 regten einige in São Paulo lebende Italiener zur Gründung eines eigenen Vereins an, der zunächst als Palestra Italia firmierte und während des Zweiten Weltkriegs in Palmeiras umbenannt wurde. Einige seiner frühen Mitglieder waren Überläufer von den Corinthians gewesen, die bei ihrem alten Verein fortan als „Verräter“ galten. Daher war die Atmosphäre zwischen beiden Vereinen von Anfang an vergiftet.
Der FC São Paulo entstand erst 1930 durch eine Fusion von zwei allein nicht überlebensfähigen Vereinen, dem sich 1935 ein weiterer Verein anschloss. Er galt von Anfang an als Klub des großen Geldes und ist traditionell vor allem in den finanziell gehobenen Schichten verankert.
Ein traditionsreiches Derby hat auch Campinas, die drittgrößte Stadt des Bundesstaates São Paulo, zu bieten. Hier stehen sich Guarani und Ponte Preta gegenüber, die verschiedene Stadtbezirke repräsentieren. Guarani wurde 1911 von Jugendlichen eines hauptsächlich von italienischen Einwanderern bewohnten Viertels gegründet und verdankt seinen Namen einem in Südamerika weit verbreiteten Indianerstamm. Ponte Preta wurde bereits 1900 von Studenten ins Leben gerufen, die den Verein nach dem gleichnamigen Viertel benannten, das seinen Namen wiederum aufgrund einer in unmittelbarer Nachbarschaft befindlichen schwarzen Holzbrücke erhielt.

Ticket des Derby Paulista vom 16. Juli 2006, das Palmeiras mit 1:0 gewann.

### Bilanz desDerby Paulista
Stand: 18. Februar 2024
- Spiele gesamt: 379
- Siege Palmeiras: 134
- Remis: 116
- Siege Corinthians: 129
- Tore Palmeiras: 543
- Tore Corinthians: 496

### Bilanz desMajestoso
Stand: 30. Januar 2024
- Spiele gesamt: 360
- Siege Corinthians: 133
- Remis: 115
- Siege SPFC: 112
- Tore Corinthians: 509
- Tore SPFC: 485

### Bilanz desChoque Rei
Stand: 3. März 2024
- Spiele gesamt: 346
- Siege SPFC: 116
- Remis: 114
- Siege Palmeiras: 116
- Tore SPFC: 443
- Tore Palmeiras: 453

### Bilanz desDérbi Campineiro
Stand: 2. September 2023
- Spiele gesamt: 205[4][5]
- Siege Guarani: 70
- Remis: 68
- Siege Ponte Preta: 67
- Tore Guarani: 272
- Tore Ponte Preta: 269